# Ferrovia Milano-Porto Ceresio
La ferrovia Milano-Porto Ceresio è una linea ferroviaria gestita da RFI che utilizza tratte ferroviarie costruite in tempi diversi:
- la linea Varese-Porto Ceresio attivata nel 1894;
- la linea Gallarate-Varese attivata nel 1865;
- la tratta da Gallarate a Milano della linea Milano-Domodossola attivata nel 1858-60.

Il servizio viene effettuato da Trenord tramite la linea celere RE5 a cadenza oraria.